# Ladislav Lipnický
Ladislav Lipnický (30. května 1953 - srpen 2015) je bývalý slovenský fotbalista, obránce. Po skončení aktivní kariéry působí jako trenér v nižších soutěžích.

## Fotbalová kariéra
V československé lize hrál za VSS Košice. Nastoupil ve ligových 157 utkáních a dal 12 gólů.

## Ligová bilance
| Ročník                                      | Zápasy | Góly | Minuty | Klub       |
| ------------------------------------------- | ------ | ---- | ------ | ---------- |
| 1. československá fotbalová liga 1974/75    | 14     | 4    | 360    | VSS Košice |
| 1. československá fotbalová liga 1975/76    | 30     | 2    | 2700   | VSS Košice |
| 1. československá fotbalová liga 1976/77    | 27     | 3    | 2430   | VSS Košice |
| 1. československá fotbalová liga 1978/79    | 30     | 0    | 2700   | ZŤS Košice |
| 1. československá fotbalová liga 1979/80    | 27     | 2    | 2419   | ZŤS Košice |
| 1. československá fotbalová liga 1980/81    | 29     | 1    | 2564   | ZŤS Košice |
| 1. slovenská národní fotbalová liga 1981/82 | 30     | 4    | -      | ZŤS Košice |
| 1. slovenská národní fotbalová liga 1982/83 | 29     | 1    | -      | ZŤS Košice |
| 1. slovenská národní fotbalová liga 1983/84 | 8      | 1    | -      | ZŤS Košice |
| CELKEM 1. liga                              | 157    | 12   | 14072  |            |